# Канудус-ду-Вали
Канудус-ду-Вали (порт. Canudos do Vale) — муниципалитет в Бразилии, входит в штат Риу-Гранди-ду-Сул. Составная часть мезорегиона Восточно-центральная часть штата Риу-Гранди-ду-Сул. Входит в экономико-статистический микрорегион Лажеаду-Эстрела. Население составляет 2165 человек на 2006 год. Занимает площадь 82,555 км². Плотность населения — 26,2 чел./км².
Праздник города — 16 апреля.

## Статистика
- Валовой внутренний продукт на 2003 составляет 16 852 602,00 реала (данные: Бразильский институт географии и статистики).
- Валовой внутренний продукт на душу населения на 2003 составляет 8141,35 реала (данные: Бразильский институт географии и статистики).